# Delta IV (lớp tàu ngầm)
Tàu ngầm Đề án 667BDRM Delfin (tiếng Nga: Проекта 667БДРМ Дельфин - Proyekta 667BDRM Delfin) là loại tàu ngầm hạt nhân mang tên lửa đạn đạo do Liên Xô chế tạo. Với hệ thống phóng tên lửa D-9R có thể mang 16 tên lửa đạn đạo R-29RM và sau đó là R-29RMU Sineva. NATO gọi loại tàu ngầm này là lớp Delta IV.

## Thiết kế
Đề án 667BDRM là loại tàu ngầm được nâng cấp mạnh tay hơn nữa từ tàu ngầm Đề án 667BDR Kalmar, đây là loại cuối cùng trong dòng tàu ngầm Đề án 667B và cũng là cơ sở để phát triển tiếp các loại tàu ngầm tiên tiến khác. Đề án 667BDRM được phát triển tích hợp với nhiều thành tựu mới trong việc nghiên cứu vũ khí cũng như hệ thống kiểm soát và dò tìm khi đó. Tàu được trang bị một hệ thống thủy âm mới là Skat-VDRM, sử dụng nhiều bộ phận giảm xóc khác nhau, cô lập các bộ phận chuyển động, sử dụng các thiết bị hấp thụ âm thanh và vỏ tàu có thêm một lớp cách âm. Các nghiên cứu để làm giảm tiếng ồn khi hoạt động của loại tàu ngầm này đã được ứng dụng cho tàu ngầm Đề án 941 Akula. Về hình dáng bên ngoài thì nó vẫn giống với các tàu thuộc Đề án 667B khác với lớp vỏ kép cùng các ống phóng tên lửa nhô lên.
Tên lửa được trang bị cho tàu là R-29RM và sau đó tên lửa R-29RMU Sineva mang nhiều đầu đạn đã được phát triển để sử dụng cho loại tàu ngầm này. Không giống như các loại tàu ngầm khác trước đó Đề án 667BDRM có thể phóng tên lửa từ dưới mặt nước ở độ sâu khoảng 55 m và tất cả có thể phóng lên chỉ trong loạt bắn, các đầu đạn của tên lửa có thể kết nối vào hệ thống vệ tinh để bay đến mục tiêu giúp tăng độ chính xác. Tàu có thể sử dụng tất cả các loại ngư lôi 533 mm cũng như cả các tên lửa phóng từ ống phóng ngư lôi. Hệ thống quản lý chiến đấu Omnibus-Bdrm có thể kiểm soát tất cả các hoạt động chiến đấu, xử lý dữ liệu và điều khiển tên lửa cũng như ngư lôi. Hệ thống dẫn đường Shlyuz cũng được trang bị để cải thiện tính chính xác của các tên lửa và có khả năng di chuyển tốt dưới nước cũng như có thể chỉ điểm mục tiêu bằng kính tiềm vọng. Với hệ thống liên lạc thì tàu có hai phao nổi gắn ăng ten có thể sử dụng ở độ sâu rất lớn để phục vụ cho việc phát sóng liên lạc cũng như nhận các thông tin về mục tiêu hay kết nối với hệ thống vệ tinh.
Tên lửa nâng cấp R-29RMU2 Layner mang 12 đầu đạn đã được phát triển và phóng thành công từ Đề án 667BDRM.

## Hoạt động
Có 7 tàu trong lớp này đã được đóng từ năm 1981 đến năm 1990, trong đó có 4 chiếc hiện đang hoạt động hai chiếc đang đại tu và một chiếc chuyển đổi chức năng để dùng cho các mục đích đặc biệt.
Ban đầu tất cả các tàu Đề án 667BDRM đều được biên chế vào cho Hạm đội Phương Bắc và neo tại cảng Olenya Guba. Sau đó các tàu được chuyển sang cảng Yagelnaya.